# Syriska mästerskapet (volleyboll, damer)
Syriska mästerskapet i volleyboll för damer i Syrien avgörs genom seriespel följt av cupspel.

## Resultat per säsong
| Säsong                    | Podium      | Podium    | Podium    |
| Mästare                   | Tvåa        | Trea      |           |
| ------------------------- | ----------- | --------- | --------- |
| 2018/2019 mer information | Teldra Club | Al Salmia |           |
| 2020/2021 mer information | Teldra Club | Al Shorta | Al Salmia |
| 2021/2022 mer information | Teldra Club | Al Salmia | Al Shorta |
| 2022/2023 mer information | Avbruten    | Avbruten  | Avbruten  |